# Helminthotheca echioides
El abrojo, abrojo europeo, azotacristo, hierba gusanera, raspasaya, raspasaya de Canarias, raspasayo o raspasayo de Canarias (Helminthotheca echioides), es una planta herbácea de la familia Asteraceae. 

## Taxonomía
La especie fue descrita inicialmente como Picris echioides por Carlos Linneo y publicado en Species Plantarum 2: 792, en 1753, actualmente es tanto un sinónimo como el basónimo de esta; y ulteriormente, sería transferida al género Helminthotheca por Josef Ludwig Holub en Folia Geobotanica et Phytotaxonomica 8(2): 176, en 1973.

#### Etimología
Ver: Helminthotheca
echioides: epíteto que combina el nombre del género Echium y el sufijo griego οιδες (-oides); "semejanza"; propiamente "semejante a Echium", refiriéndose a la similitud en la apariencia de las hojas de la planta con las especies de susodicho género.